# 김범수 (기업인)
김범수(金範洙, 1966년 3월 27일 ~ )는 전라남도 담양군 출신 기업인이다.
한게임(현 NHN엔터테인먼트)의 공동 창업자이며 NHN의 공동 대표이사였다. 현재는 통합 법인인 카카오의 이사회 의장을 맡고 있다.

## 생애
1966년 전라남도 담양군 수북면 두정리에서 부친 김진용과 모친의 2남 3녀 중 맏아들로 태어났으며 형제관계로는 누나 2명(김행자, 김명희)과 여동생 한명(김은정), 그리고 막내 남동생(김화영, 카카오톡 자회사 까페톡 운영)이 있다. 1990년 서울대학교 산업공학 학사를, 1992년 26세의 나이로 서울대학교 대학원 산업공학 석사과정을 수료했다. 초기 PC 통신 시절 인터넷에 관심을 가졌고, PC통신 관련 논문으로 석사 학위까지 받았다. 이후 몸담았던 삼성SDS에서 퇴사하고 한게임을 만들었다. 2000년에 삼성SDS 동기 이해진이 이끄는 네이버컴과 합병하고 NHN 공동대표를 맡았으며, 2004년 NHN 단독대표를 거친 이후 해외사업을 총괄하는 대표를 맡았다. 2007년 8월, 대표직을 사임하였으며, 가족들과 3년을 보낸 후 카카오톡을 만들었다.

## 약력
- 건대부고 졸업
- 1990년 서울대학교 산업공학과 학사
- 1992년 서울대학교 대학원 산업공학과 석사
- 1992년 3월 ~ 1998년 2월 삼성SDS 입사
- 1998년 11월 한게임커뮤니케이션 창업
- 2000년 7월 네이버컴 공동대표이사 사장
- 2001년 11월 NHN 공동대표 이사
- 2004년 1월 NHN 대표이사 사장
- 2004년 한국게임산업협회 회장
- 2007년 1월 NHN USA 대표
- 2010년 아이위랩 대표
- 2011년 카카오 이사회 의장
- 2011년 7월 국가지식재산위원회 민간위원
- 2014년 다음카카오 이사회 의장
- 2015년 9월 ~ 카카오 이사회 의장
- 2016년 3월 ~ 제1대 스타트업 캠퍼스 총장
- 2017년 2월 ~ 2018년 8월 카카오브레인 대표이사
- 2018년 4월 ~ 카카오임팩트 이사장
- 2021년 3월 ~ 서울상공회의소 부회장
- 2023년 8월 ~ 국립오페라재단 이사장
- 2023년 11월 ~ 카카오 경영쇄신위원회 위원장

## 수상 경력
- 2003년 대통령표창 소프트웨어산업발전 유공자
- 2012년 제6회 포니정 혁신상
- 2013년 제22회 다산경영상 창업경영인상
- 2014년 제2회 럭스멘 기업인상
- 2015년 제60회 정보통신의 날 동탄산업훈장